# 旧軍用拳銃不法所持事件
旧軍用拳銃不法所持事件（きゅうぐんようけんじゅうふほうしょじじけん）は偽計による自白誘導に合法的な証拠能力を認められるかが争点となった、日本の刑事事件。

## 経過
京都府京都市の解体業の男は1963年10月から1964年11月まで自宅でピストル1丁と実弾3発を隠し持っていた銃刀法違反と火薬類取締法違反で逮捕された際に「ピストルは妻が勝手に買った」と共犯を否認していたが、京都地方検察庁の検事が「妻はお前と共謀したことを認めている」と嘘を言って男から共謀を認める自白を取り、その後で単独犯を主張していた妻にも、男による共謀の自白を告げて説得した結果、妻も共謀を自白したという内容の調書が作成されて起訴された。
1966年8月に男は京都地方裁判所で懲役6か月の判決を受けた。被告人が控訴した後の大阪高等裁判所の審理で自白調書が問題になり、弁護側は「日本国憲法第38条や刑事訴訟法に違反する」と主張した。1967年5月に大阪高裁は「自白の内容にまでは影響を与えない」として控訴を棄却して有罪判決を維持した。被告人は上告した。
1970年11月25日に最高裁判所は「偽計を用いて自白を得るような尋問方法は厳しく避けるべきで、もし偽計によって被疑者が心理的な強制を受け、虚偽の自白が誘発される恐れがある場合は、その自白の任意性に疑いがあるので証拠能力はなく、これを証拠に採用することは憲法、刑事訴訟法に違反する」との判断を示して、大阪高裁に差し戻す判決を言い渡した。